# شکم‌تیغی
شکم‌تیغی (نام علمی: Hilsa kelee) نام یک گونه از تیره شگ‌ماهیان است.